# Perrottetia maxima
Perrottetia maxima är en tvåhjärtbladig växtart som beskrevs av José Cuatrecasas. Perrottetia maxima ingår i släktet Perrottetia och familjen Dipentodontaceae. Inga underarter finns listade.